# 拉馬西卡
拉馬西卡（西班牙語：La Masica），是洪都拉斯的城鎮，位於該國北部，由阿特蘭蒂達省負責管轄，始建於1922年11月13日，面積470.97平方公里，2002年人口22,682，人口密度每平方公里48.16人。